# Oerzon
De oerzon (soms ook geschreven als urzon of oerson) of het Noord-Amerikaans boomstekelvarken (Erethizon dorsatum) is een groot knaagdier uit de familie van de stekelvarkens van de Nieuwe Wereld (Erethizontidae). De wetenschappelijke naam van de soort werd als Hystrix dorsata in 1758 gepubliceerd door Carl Linnaeus in de tiende editie van Systema naturae. Het is op de Canadese bever na het grootste knaagdier van Noord-Amerika. De oerzon is de enige recente soort uit het geslacht Erethizon.

## Kenmerken
De oerzon heeft een stevig lichaam met een hoge rug en korte poten. Op de nek, romp en staart zitten stekels die het dier beschermen tegen vijanden. Hij heeft zo'n dertigduizend stekels over zijn lichaam, die losjes vastzitten in een laag van spieren onder de huid. De stekels zijn tot tien centimeter lang, stijf, en licht doordat ze gevuld zijn met een sponsachtige substantie. Stekels zijn licht aan de basis, donker aan de uiteinde. Op de staart zijn ze kleiner, tot drie centimeter. Deze stekels liggen gewoonlijk verborgen tussen een dichte, bruine vacht van lange dekharen, maar kunnen worden opgezet. Op de kop zitten tot acht centimeter lange dekharen, die gelig zijn bij dieren uit het westen van Noord-Amerika en zwart of bruin bij dieren uit het oosten. De buikzijde is donkerbruin, bijna zwart van kleur. Jonge dieren zijn duidelijk donkerder gekleurd dan volwassen dieren. Van het midden van de staart tot de onderrug loopt een zwarte streep. De flanken en de kop zijn veel lichter gekleurd. De ogen zijn vrij klein en de oren steken nauwelijks boven de vacht uit.
Langs de neus zitten lange snorharen. De voorpoten hebben vier tenen, de achterpoten vijf. De voeten zijn breed en hebben onbehaarde, ruwe voetzolen en handpalmen met kleine, vlezige knobbels en lange, scherpe, gekromde klauwen.
Een volwassen oerzon heeft een lichaamslengte van 65 tot 80 cm, een staartlengte van 14,8 tot 30 cm en een lichaamsgewicht van 3,5 tot 8 kg, sommige mannetjes tot 18 kg.
Het gezichtsvermogen is enkel goed van dichtbij. Het reukvermogen is beter ontwikkeld, en ook het gehoor schijnt goed ontwikkeld te zijn.

## Verspreiding en leefgebied
De oerzon komt voor van Centraal-Alaska en het grootste deel van Canada en Labrador, via het westen van de Verenigde Staten zuidwaarts tot in Noord-Mexico. In het oosten van de Verenigde Staten komt hij voor tot in Wisconsin en Midden-Michigan, en in Pennsylvania, New York en New England. Fossielen zijn aangetroffen in Alabama, West-Virginia, Missouri en Florida.
Hij leeft in loof-, naald- en gemengde wouden en in het westen van de Verenigde Staten en in Noord-Mexico ook in droge struikgebieden en halfwoestijnen, die begroeid zijn met een enkele bomen. Ook in parken en tuinen komt hij voor, en soms waagt het zich in weilanden nabij de bosrand.
De populatiedichtheid van oerzons schommelt in intervallen met een piek iedere twaalf tot twintig jaar. Waarschijnlijk hangt dit samen met de cycli van planten.

## Leefwijze

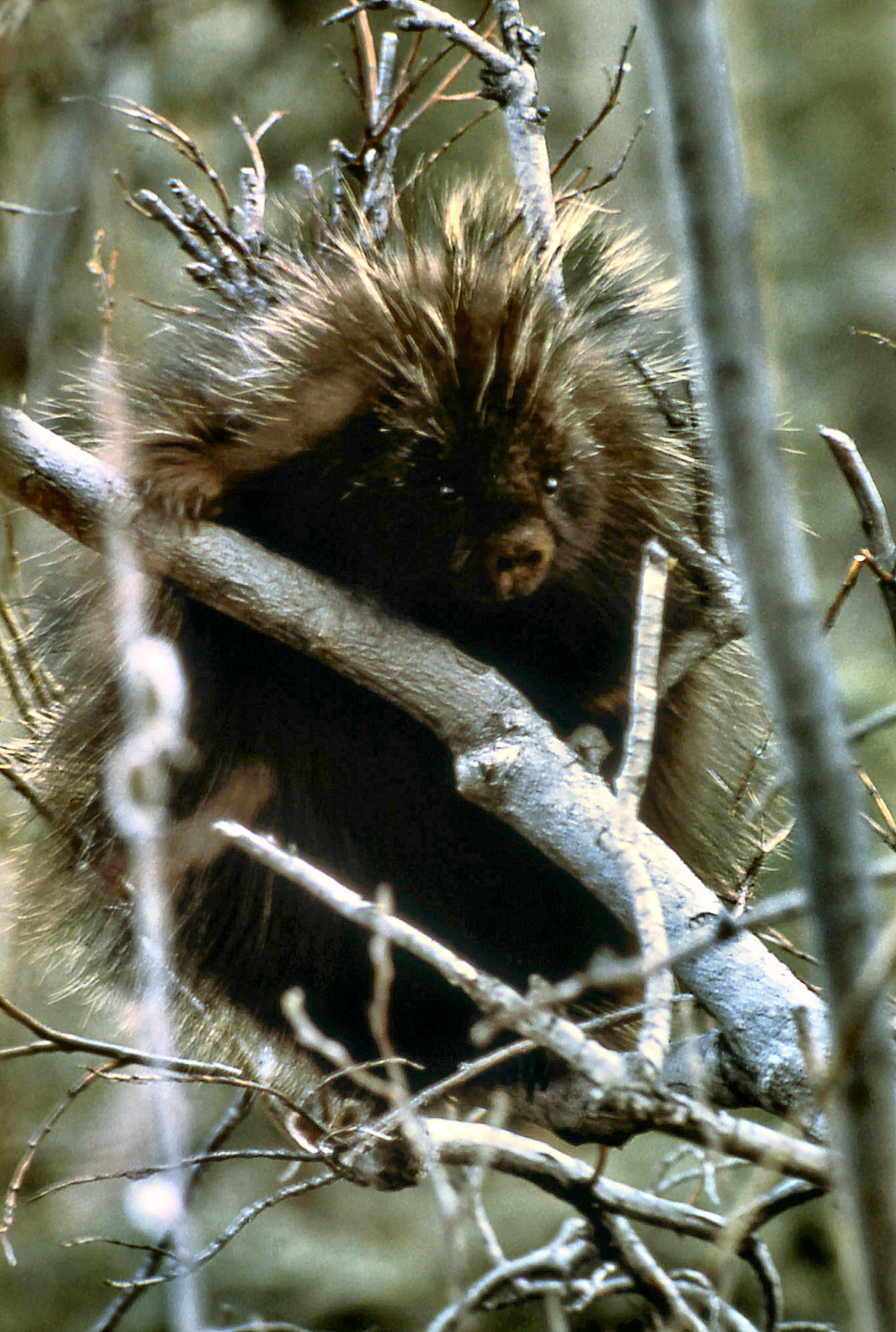
Oerzon in een boom

De oerzon is een solitair nachtdier. Het is ondanks zijn gewicht een goede klimmer, die zich traag en voorzichtig door de bomen beweegt. Met de lange klauwen houdt hij zich vast aan spleten in de boomschors. De stekels aan de onderzijde van de staart voorkomen dat het dier naar beneden glijdt. Het komt vaak voor dat een dier uit een boom valt: ongeveer 35 procent van alle skeletten in musea hebben genezen botbreuken. Hij klimt met de staart omlaag uit een boom. De staart wordt daarbij op- en neerbewogen, als een soort tastorgaan. Op de grond beweegt het dier zich ongemakkelijk, waggelend en traag voort. Ook kan het goed zwemmen.
Overdag rust hij op een boomtak of in een vork, in een boomholte, een omgevallen boom, een ondergronds hol, of in de top van een boom. De oerzon houdt geen winterslaap en is de gehele winter door actief. Bij zeer koud weer kan hij wegkruipen in een hol, vaak met tot vijf andere boomstekelvarkens. 's Winters blijft hij meestal in de buurt van zijn hol en zijn favoriete bomen. In het voorjaar en de zomer waagt hij zich vaker op de grond dan in de winter. De oerzon heeft een woongebied van gemiddeld 14,6 hectare, maar legt dagelijks niet meer dan 200 meter af. Woongebieden overlappen, en dieren negeren elkaar meestal.

### Voedsel

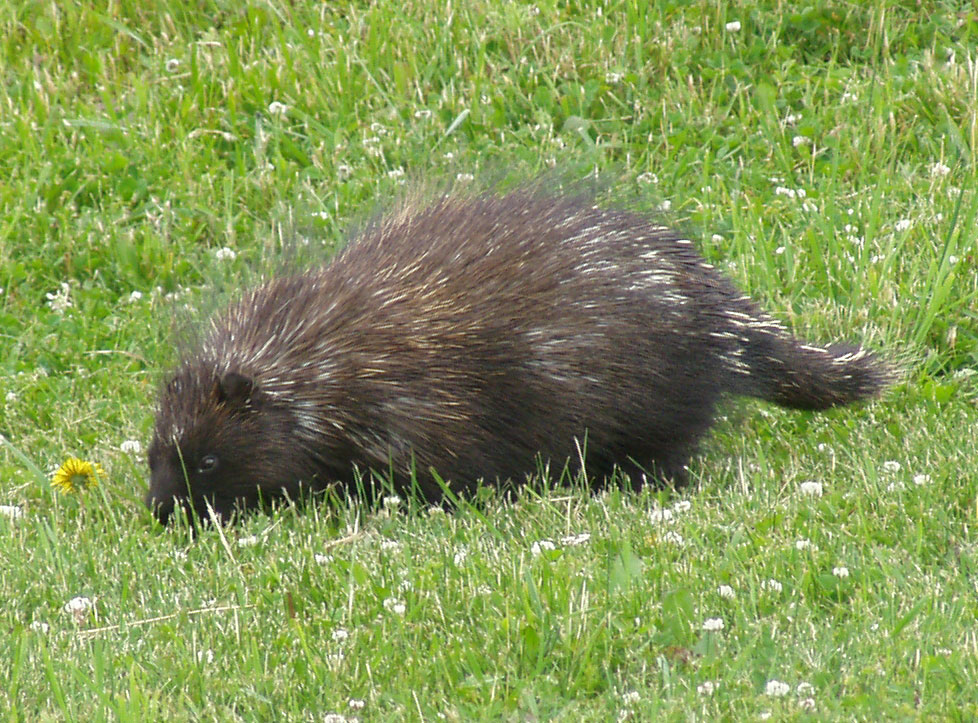
Grazende oerzon

De oerzon voedt zich met bladeren, twijgen, knoppen, bloesems, vruchten, bessen en schors, aangevuld met eikels, beukennoten en zelfs waterlelies, en 's zomers met de stengels, wortels, bloemen en bladeren van groene planten als gras, lupine, klaver en landbouwgewassen als maïs. Per dag eet een oerzon ongeveer 450 gram aan bladeren. Favoriete bomen zijn onder andere suikeresdoorn, jonge Fagus, appel, ratelpopulier en linde, en soms ook es. In de lente zijn ze soms 's avonds waar te nemen, terwijl ze grazen op weilanden en andere grasvlakten.
's Winters voedt hij zich voornamelijk met cambium van naaldbomen als den, spar, douglasspar, hemlockspar, ceder, lariks, soms ook van loofbomen als rode esdoorn, Amerikaanse beuk en Amerikaanse linde, en met de naalden van naaldbomen. Om de cambium te bereiken wordt de schors van de boom verwijderd. De oerzon is zeer selectief in de schors die hij eet. Zijn voorkeuren verschillen ook per seizoen. Bomen die te veel schors hebben verloren, kunnen doodgaan. Hij heeft favoriete voedselbomen, waar hij regelmatig naar terugkeert.
Veel van het benodigde vocht haalt de oerzon uit planten, waardoor hij niet hoeft af te dalen naar de grond om te drinken. De oerzon is ook dol op zout en calcium en hierom knaagt hij aan botten en afgeworpen geweien. Soms knaagt de oerzon ook aan de houten handgreep van bepaalde gereedschappen, omdat het zoute zweet van de werkmannen in de handgreep is gedrongen.
Het spijsverteringskanaal is ongeveer 8,5 meter lang. In de blindedarm van de oerzon zitten bacteriën die helpen bij de afbraak van cellulose en andere lastig verteerbare substanties.

### Voortplanting
De paartijd valt in oktober en november. In deze tijd is het dier het luidruchtigst, en maakt hij verscheidene kreunen, grommen en gillen. Een vrouwtje heeft een cyclus van 25 tot 30 dagen, maar de vruchtbare periode duurt slechts 8 tot 12 uur. Enkel dan is ze ontvankelijk, en buiten deze periode schijnt ze een afsluitend vlies in haar vagina aan te maken. Enkele dagen voor de vruchtbare periode aanbreekt, maakt ze te kennen dat ze bronstig wordt, door middel van geuren en geluiden. Mannetjes kunnen met andere mannetjes vechten om te mogen paren met een vrouwtje. Tijdens deze gevechten bijten de mannetjes elkaar en slaan ze met elkaar met de stekelige staarten. Een oerzon zal na een gevecht opgelopen stekels uit zijn huid halen.
Tijdens de paring moet eerst het vrouwtje voldoende opgewonden raken, dat ze haar stekels slap kan houden en ze haar staart over haar rug kan leggen. Hij moet haar dus proberen over te halen tot een paring over te gaan, aangezien zij hem de eerste keren zal afwijzen. Hij wacht tot enkele uren bij de stam van een boom waar het vrouwtje in zit. Als het vrouwtje naar een andere tak klimt, gaat de oerzon naar de vorige tak en ruikt hij aan de tak om te weten of het vrouwtje paarbereid is. Als ze uiteindelijk paarbereid is, volgt de paring. Het mannetje benadert het vrouwtje, maakt grommende geluiden en besproeit het vrouwtje met urine, waarschijnlijk om te voorkomen dat andere mannetjes met haar proberen te paren. De meeste paringen vinden plaats op de grond. Na de paring vormt zich een vaginale prop.
De oerzon kent een vrij lange draagtijd voor een knaagdier, namelijk 205 tot 217 dagen (ongeveer zeven maanden). Één jong wordt geboren in mei of juni. Het weegt dan 340 tot 640 gram. Het heeft al een vacht, de ogen zijn open en het jong kan al lopen. Bij de geboorte heeft het jong al stekels, maar deze zijn nog zacht en kunnen de moeder niet verwonden. Ook wordt het jong met de kop eerst geboren. Na een half uur zijn de stekels verhard. De eerste dagen verblijft het jong op de grond, tussen de boomwortels. Binnen enkele dagen eet het al vast voedsel en kan het in bomen klimmen. Het jong wordt mogelijk 56 tot 120 dagen gezoogd. Een vrouwtje is na achttien maanden geslachtsrijp, mannetjes een jaar later, na dertig maanden. Na drie tot vier jaar zijn ze volgroeid.
Een boomstekelvarken wordt gemiddeld zeven à acht jaar oud, en maximaal 17 jaar oud.

### Verdediging

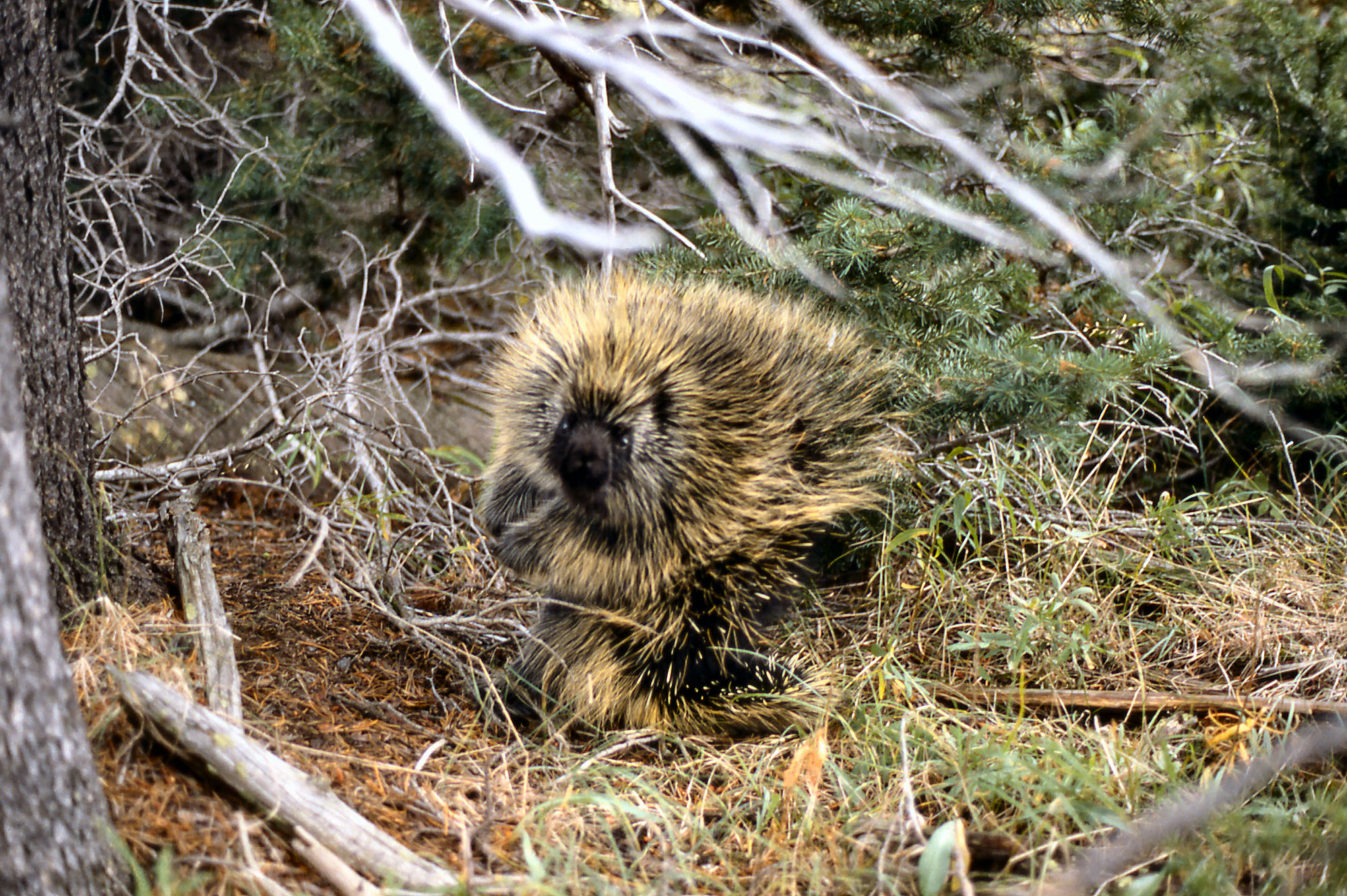
Oerzons zitten regelmatig rechtop

De oerzon wordt beschermd door de stekels, maar bij gevaar vlucht hij liever een boom in. Het is namelijk geen agressieve soort en zal enkel aanvallen als hij geen kant op kan. Aanvallers worden eerst gewaarschuwd door het zwart-witte kleurenpatroon van het dier (alhoewel dit patroon minder duidelijk is dan bij bijvoorbeeld het stinkdier). Mocht dit de aanvaller niet afschrikken, geeft hij een alarmerend, tandenknarsend geluid, dat een halve minuut kan duren en meerdere keren herhaald kan worden, en verspreidt hij een sterke geur uit een klier aan de basis van de staart. Deze geur kan ogen laten tranen.
Als er geen uitweg is, richt hij zijn stekels op en houdt hij zijn kop laag. Met zijn staart haalt hij uit naar de predator. Als de staart een roofdier raakt, laten de stekels makkelijk los. Ze kunnen hierbij vrij diep in het lichaam van de aanvaller worden gedreven. Vooral de korte staartstekels kunnen diep het lichaam binnendringen. De lichaamstemperatuur van het roofdier zorgt ervoor dat microscopisch kleine weerhaakjes aan de uiteinde van iedere stekels uitzetten en de stekel ferm verstevigd zit in de huid. De stekels kunnen lelijke wonden achterlaten, die kunnen gaan zweren of het dier kunnen verblinden of verhinderen te eten of goed te lopen. Als de predator op een vitale plek is geraakt, kan het zelfs de dood tot gevolg hebben.
Natuurlijke vijanden van de oerzon zijn onder andere poema, coyote, rode lynx, wolf en Amerikaanse oehoe. De meeste van deze dieren vallen enkel zieke en verzwakte oerzons aan. De belangrijkste vijand van de oerzon is de vismarter, een grote marterachtige die een bepaalde techniek heeft om de oerzon te doden. Eerst put de marter de oerzon uit door hem herhaaldelijk in de snuit te bijten en rondjes om hem te draaien, waardoor de oerzon de marter niet kan raken met zijn staart. Hij kan op deze manier dier op zijn rug krijgen, waardoor de stekelloze en dus onbeschermde buik bereikbaar wordt. Hierna kan de vismarter hem doden en opeten. Maar zelfs de vismarter is niet immuun voor de stekels en kan tijdens deze gevechten dodelijk gewond raken.

## Relatie met de mens

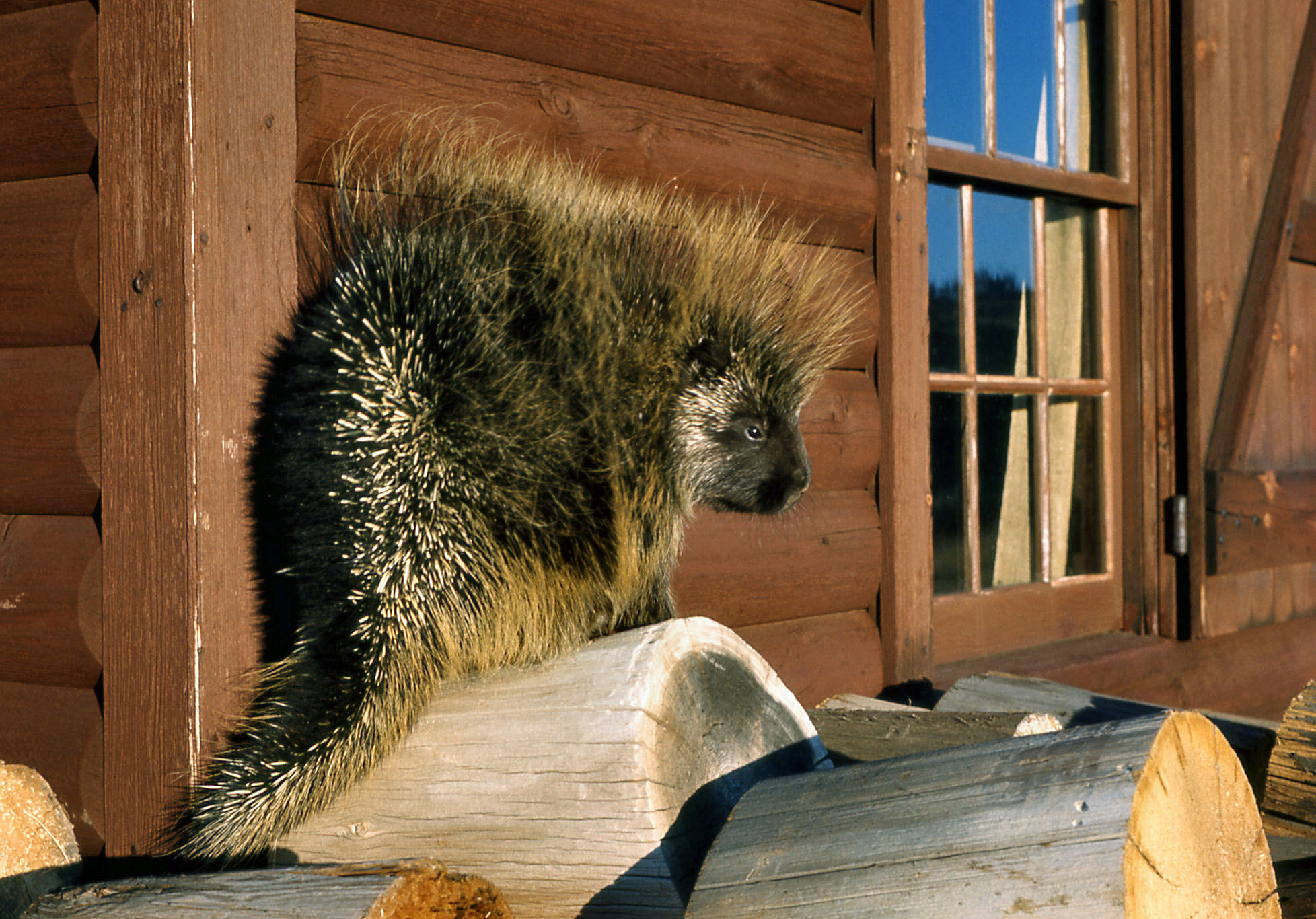
Oerzon

Verscheidene Indianenstammen gebruikten de stekels voor verscheidene doeleinden, zowel gekleurd als ongekleurd, bewerkt als onbewerkt. Zo werden ze verwerkt in sieraden en gebruikt als ruilmiddel. Ook werden de stekels uitgehold en gebruikt om de siroop van de suikeresdoorn in op te vangen. Ook aten de Indianen het vlees van het boomstekelvarken. Vooral de Mi'kmaq uit New Brunswick en Nova Scotia en de Algonkin uit Quebec waren 's winters grotendeels afhankelijk van de oerzon als voedsel. De oerzon was een dergelijk makkelijke prooi, dat deze stammen geloofden dat het dier zichzelf had opgeofferd voor de mens. De oerzon werd dan ook met respect behandeld. De resten werden bijvoorbeeld niet aan de honden gegeven, maar direct verbrand of in de rivier geworpen.
De Europeanen hebben de oerzon bejaagd omdat hij schadelijk kan zijn voor boomplantages. Ook heeft hij de gewoonte om aan hout te knagen, waardoor hij schade kan berokkenen aan huizen, elektriciteitspalen, boten etc. Staten loofden premies uit voor het doden van een dier. Waarschijnlijk is de schade die een dier kan aanrichten overdreven. New Hampshire was de laatste staat die de premies afschafte, in 1979.